# 川瀬陽太
川瀬 陽太（かわせ ようた、本名同じ、1969年〈昭和44年〉12月28日 - ）は、日本の俳優。神奈川県川崎市出身（生まれは北海道札幌市）。

## 人物・来歴
北海道札幌市で生まれ、札幌の母方の実家で幼年期を過ごす。その後、神奈川県川崎市に移り小・中・高校生活を送る。高校卒業後はデザイン関係の仕事に就くために桑沢デザイン研究所へ入学。卒業後、主に映像関係の仕事を経て俳優に転身。俳優デビュー時から現在まで一度も事務所に所属することなく20年以上フリーで活動をしている。
映像関係の仕事を始めた当初は企業PR用のPV制作に携わっていたが、やがて映画の世界に足を踏み入れる。当初、自主制作映画の助監督の仕事を中心に活動していたが、たまたま参加していた福居ショウジン監督の自主映画『RUBBER'S LOVER』が資金的な行き詰まり状態になり、監督から主演を命じられたことが役者への転身のきっかけとなる。結局、この作品がそのままデビュー作となる。この後、福間健二監督の『急にたどりついてしまう』に出演。この映画の制作に参加していたスタッフの多くがたまたまピンク映画出身であったため、そうした経緯で瀬々敬久監督をはじめとしたピンク映画の関係者と交流を深め、その後多くのピンク作品に参加するきっかけとなる。ただし、ピンクに参加する以前は、ピンク映画に関する興味・知識は全く持ち合わせていなかったと後のインタビューで本人が語っている。現在は一般映画やテレビ分野へ進出しており、中でも旧知の瀬々敬久監督作品には多く出演している。
1997年キネマ旬報の新人賞候補に選出。2016年には映画『ローリング』と『犯る男』での演技が認められ、第25回日本映画プロフェッショナル大賞 主演男優賞を受賞。
持論は「与えられた環境に、いかにハマるか」。

## 受賞歴
- 2016年度
  - 第25回日本映画プロフェッショナル大賞 主演男優賞（『ローリング』『犯る男』）[5]

## 出演

### 映画

#### 一般作品
1995年
- 急にたどりついてしまう（1995年11月18日公開、福間健二監督）- カッチン 役

1996年
- ラバーズ・ラヴァー（1996年9月28日公開、福居ショウジン監督）- 主演・飯沼思美香 役

1997年
- KOKKURI・こっくりさん（1997年5月24日公開、瀬々敬久監督）

1998年
- 汚れた女（1998年1月30日公開、瀬々敬久監督）
- 冷血の罠（1998年7月11日公開、瀬々敬久監督）
- ポルノスター（1998年10月10日公開、豊田利晃監督） - 李

2000年
- HYSTERIC（2000年5月6日公開、瀬々敬久監督）
- ブリード 血を吸う子供（2000年製作、瀬々敬久監督）

2001年
- 光の雨（2001年12月8日公開、高橋伴明監督）- 浜田真二 役

2002年
- SFホイップクリーム（2002年12月14日公開、瀬々敬久監督）

2003年
- Pierce LOVE HATE（1997年製作、2003年2月22日公開、安藤尋監督）
- 姦☆刑事 セクサロイドコップ（2003年3月22日公開、瀬々敬久監督）

2005年
- 花井さちこの華麗な生涯（2005年11月26日公開、女池充監督）

2006年
- かえるのうた（2006年1月14日公開、いまおかしんじ監督）
- ホワイトルーム 重松清原作「愛妻日記」より（2006年9月30日公開、斎藤久志監督）

2007年
- 刺青 堕ちた女郎蜘蛛（2007年1月13日公開、瀬々敬久監督）
- マリッジリング（2007年12月8日公開、七里圭監督）

2008年
- フライング☆ラビッツ（2008年9月13日公開、瀬々敬久監督）

2009年
- 感染列島（2009年1月17日公開、瀬々敬久監督）
- ジャイブ　海風に吹かれて（2009年6月6日公開、サトウトシキ監督）

2010年
- 奴隷船（2010年3月6日公開、金田敬監督）
- ナース夏子の熱い夏（2010年8月21日公開、東ヨーイチ監督）
- 花と蛇3（2010年8月28日公開、成田裕介監督）
- ヘヴンズ ストーリー（2010年10月2日公開、瀬々敬久監督）- クロタケ 役
- 女心と秋の空〜ふしだらな子猫〜（2010年10月23日公開、伊藤一平監督）
- 死刑台のエレベーター（2010年10月9日公開、緒方明監督）

2011年
- イチジクコバチ（2011年1月29日公開、サトウトシキ監督）
- アベック・パンチ（2011年6月18日公開、古澤健監督）
- サウダーヂ（2011年10月22日公開、富田克也監督） - 河瀬 役
- 惑星のかけら（2011年11月26日公開、吉田良子監督）
- ソラからジェシカ（2011年12月3日公開、佐向大監督）
- アントキノイノチ（2011年11月19日公開、瀬々敬久監督）

2012年
- ヴァージン（2012年5月12日公開、福島拓哉監督）
- 僕は人を殺しました（2012年5月19日公開、坂井田俊監督） - 主演
- リアル鬼ごっこ4（2012年5月19日公開、安里麻里監督）
- Another アナザー（2012年8月4日公開、古澤健監督）
- 女囚701号　さそり外伝　第41雑居房（2012年8月8日、藤原健一監督）
- この森を通り抜ければ（2012年9月1日公開、瀬々敬久監督）
- 百日のセツナ　禁断の恋 （2012年9月29日公開、いまおかしんじ監督）
- 今日、恋をはじめます（2012年12月8日公開、古澤健監督）
- 死んでもいいの　百年恋して（2012年12月8日公開、榎本敏郎監督）

2013年
- 青二才（2013年1月5日公開、サトウトシキ監督）
- 同じ星の下、それぞれの夜「チェンライの娘」（2013年2月9日公開、富田克也監督）
- あれから（2013年3月9日公開、篠崎誠監督）- 小野寺仁志 役
- MOOSIC LAB2013 アナタの白子に戻り鰹（4月6日公開、今井真監督）
- 君が愛したラストシーン（2013年4月6日公開、佐藤吏監督）
- 戦争と一人の女（2013年4月27日公開、井上淳一監督）
- モーニングセット、牛乳、春（2013年8月17日公開、サトウトシキ監督）
- NEW NEIGHBOR（2013年10月5日公開、ノーマン・イングランド監督）

2014年
- マリアの乳房（2014年6月14日、瀬々敬久監督）
- シュトゥルム・ウント・ドランク（疾風怒濤）（2014年8月16日公開、山田勇男監督） - 大杉栄 役
- 銀座並木通り　クラブアンダルシア（2014年9月13日公開、和田秀樹監督）
- 超能力研究部の3人（2014年12月6日公開、山下敦弘監督） - 撮影監督・伊藤 役

2015年
- みずち（2015年1月15日公開、堀江実監督）
- 雲の屑（2015年1月19日公開、中村祐太郎監督）
- さよなら歌舞伎町（2015年1月24日公開、廣木隆一監督）
- ジョーカー・ゲーム（2015年1月31日公開、入江悠監督）
- 破れたハートを売り物に「ヤキマ・カナットによろしく」（2015年2月28日公開、青山真治監督）
- つまさき（2015年3月21日公開、加瀬仁美監督）
- 乃梨子の場合（2015年3月28日公開、坂本礼監督）
- ローリング（2015年6月13日公開、冨永昌敬監督）- 権藤 役
- この国の空（2015年8月8日、荒井晴彦監督）
- 犯る男（2015年8月22日公開、山内大輔監督）- 吉井 役
- 野良犬はダンスを踊る（2015年10月10日、窪田将治監督）- 前橋稔 役
- ディアーディアー（2015年10月24日公開、菊池健雄監督）
- ハッピートイ（2015年11月11日公開、平波亘監督）
- モーターズ（2015年11月14日、渡辺大知監督）
- 新しき民（2015年12月5日、山崎樹一郎監督）

2016年
- アーリー・サマー（2016年、中村祐太郎監督）
- 蜃気楼の舟（2016年1月30日、竹馬靖具監督）
- バット・オンリー・ラヴ（2016年4月2日公開、佐野和宏監督）
- 夢の女 ユメノヒト（2016年4月9日公開、坂本礼監督）
- 華魂 幻影（2016年4月30日、佐藤寿保監督） - 「激愛」主演・男 役
- 64-ロクヨン- 前編/後編（瀬々敬久監督）
- 月光（2016年6月11日公開、小澤雅人監督）
- シン・ゴジラ（2016年7月29日公開、樋口真嗣監督）
- 眼球の夢（2016年7月30日公開、佐藤寿保監督）
- 黒い暴動♥（2016年7月30日公開、宇賀那健一監督）
- よみがえりの島(2016年8月20日公開、山内大輔監督) - 吉岡 役
- あなたを待っています（2016年9月24日公開、いまおかしんじ監督）
- はるねこ（2016年12月17日公開、甫木元空監督）- まこと 役

2017年
- なりゆきな魂、（2017年1月28日公開、瀬々敬久監督）- 直売所の店長 役
- バンコクナイツ（2017年2月25日公開、富田克也監督）- 金城 役
- PとJK（2017年3月25日公開、廣木隆一監督）
- まんが島（2017年3月25日公開、守屋文雄監督）- 冬田勇太 役
- オリーブハウスvsセカイ（2017年4月公開予定、谷口恒平監督）
- はらはらなのか。（2017年4月1日公開、酒井麻衣監督） - 原直人 役
- トータスの旅（2017年4月29日公開、永山正史監督） - 新太郎 役
- 22年目の告白（2017年6月10日公開、入江悠監督）
- 夏の娘たち　ひめごと（2017年7月1日公開、堀禎一監督）
- 私みたいな女（2017年7月04日公開、山内大輔監督）- 吉川 役
- コクウ（2017年7月9日公開、榊英雄監督）- 工藤幸雄 役
- 夫がツチノコに殺されました。（2017年7月9日公開、いまおかしんじ監督） - 小山勉 役
- ハローグッバイ（2017年7月15日公開、菊池健雄監督） - 警官 役
- アリーキャット（2017年7月15日公開、榊英雄監督）
- 海辺の生と死 (映画)（2017年7月29日公開、越川道夫監督） - 隼人少尉 役
- 蠱毒　ミートボールマシン（2017年8月19日公開、西村喜廣監督）
- 月子（2017年8月26日公開、越川道夫監督）
- 契約結婚（2017年8月27日公開、いまおかしんじ監督）
- 君にあえたら 妻の恋人（2017年8月27日 1日限定公開、森川圭監督）
- 青春夜話 Amazing Place（2017年12月公開、切通理作監督）-　ツバ吐き男　役
- 映画　潜行一千里（2017年12月16日公開、向山正洋監督）
- 月夜釜合戦（2017年12月23日公開、佐藤零郎監督） - 大洞仁吉 役

2018年
- 闇金ぐれんたい（2018年1月20日公開、いまおかしんじ監督）
- 羊の木（2018年2月3日公開、吉田大八監督）
- 名前のない女たち～うそつき女～（2018年2月3日公開、サトウトシキ監督）
- blank13（2018年2月24日公開、齋藤工監督）
- 息衝く（2018年2月24日公開、木村文洋監督）
- 青春ディスカバリーフィルム　どこだって青春編「ポケットの中のビスケット」（2018年3月17日公開、小泉剛監督）
- 川越街道（2018年3月31日公開、岡太地監督）
- 私は絶対許さない（2018年4月7日公開、和田秀樹監督）
- モダン・ラブ（2018年6月30日公開、福島拓哉監督）
- 名前（2018年6月30日公開、戸田彬弘監督）
- 喜びの劇～煙突のある島で～（2018年6月23日公開、山崎樹一郎監督） - 芸術家ケンキチ 役
- 菊とギロチン（2018年7月7日公開、瀬々敬久監督） - 坂田勘太郎 役
- 高崎グラフィティ。（2018年8月25日公開、川島直人監督） - 中古車販売所社長 役
- 億男（2018年10月19日公開、大友啓史監督）
- 走れ!T校バスケット部 （2018年11月3日公開、古澤健監督） - 大将 役
- 体操しようよ（2018年11月9日公開、菊池健雄監督） - 駒井竜二 役

2019年
- 清澄（2019年2月16日公開、染谷将太監督）
- おっさんのケーフェイ（2019年2月16日公開、谷口恒平監督） - 主演・坂田 役
- 天然☆生活（2019年3月23日、永山正史監督）- 主演・タカシ 役
- こえをきかせて（2019年4月6日、いまおかしんじ監督）- 安春 役
- ECTO（2019年5月25日、渡邊琢磨監督）
- JKエレジー（2019年8月9日公開、松上元太監督） - 父 役
- イソップの思うツボ（2019年8月16日公開、上田慎一郎・中泉裕矢・浅沼直也監督） - 近藤 役
- アノコノシタタリ（2019年8月25日、角田恭弥監督）堀之内天豪役
- スナックあけみ（2019年8月27日、山内大輔監督]） - 吉井ゴロウ 役
- 牙狼〈GARO〉-月虹ノ旅人-（10月4日公開、雨宮慶太監督） - 白ヒゲ 役
- ゴーストマスター（2019年12月6日公開、ヤング・ポール監督）

2020年
- AI崩壊（2020年1月31日公開、入江悠監督）
- 静かな雨（2020年2月7日公開、中川龍太郎監督） - パチンコ屋店長 役
- 子どもたちをよろしく（2020年2月29日公開、隅田靖監督） - 貞夫 役
- 横須賀綺譚（2020年7月11日公開、大塚信一監督）  - 川島拓 役
- テイクオーバーゾーン（2020年7月31日、山嵜晋平監督） - 田中謙一 役
- ファンファーレが鳴り響く（2020年10月17日公開、森田和樹監督）
- たわわなときめき（2020年10月21日、古澤健監督）- 田中一郎 役
- ヴァニタス（2020年11月13日、内山拓也監督）

2021年
- 農家の嫁は、取り扱い注意!（2021年4月公開、いまおかしんじ監督） - 小倉圭一 役
- 由宇子の天秤（2021年9月17日、春本雄二郎監督）- 富山 役
- ここではないどこかへ ～わたしが犯した罪と罰～（2021年11月5日、小南敏也監督） - 佐々木良彦 役

2022年
- マニアック・ドライバー（2022年1月7日、光武蔵人監督）- 前田謙 役
- この日々が凪いだら（2022年2月25日、常間地裕監督）- 前田謙 役
- 夜を走る（2022年5月13日、佐向大監督）
- ヘタな二人の恋の話（2022年7月1日、佐藤周監督）
- 遠くへ，もっと遠くへ（2022年8月13日、いまおかしんじ監督）
- あいたくて あいたくて あいたくて（2022年8月13日、いまおかしんじ監督）
- 激怒（2022年8月26日、高橋ヨシキ監督）- 主演・深間 役
- ミューズは溺れない（2022年9月、淺雄望監督）
- やまぶき（2022年秋、山崎樹一郎監督）

2023年
- ラストホール（2023年、秋葉美希監督）- 牧野陽平(暖の父) 役
- セフレの品格 初恋（2023年7月21日、城定秀夫監督）
- 白鍵と黒鍵の間に（2023年10月6日公開、冨永昌敬監督） - 曽根 役
- こいびとのみつけかた（2023年10月27日公開、前田弘二監督） - 大沢和樹 役
- 海鳴りがきこえる（2023年10月28日公開、岩崎孝正監督）
- 二人静か（2023年11月4日公開、坂本礼監督）
- 花腐し（2023年11月10日公開、荒井晴彦監督） - 桑山 役
- クオリア（2023年11月18日公開、牛丸亮監督） 
- 隣人X 疑惑の彼女（2023年12月1日公開、熊澤尚人監督） - 内田瑛太 役

2024年
- 獣手（2024年1月27日公開、夏目大一朗監督） - 乾明 役
- 愛のぬくもり（2024年7月6日公開、いまおかしんじ監督）
- 心平、（2024年8月17日公開、山城達郎監督） - 一平 役
- 箱男（2024年8月23日公開、石井岳龍監督） - 上司刑事 役
- チャチャ（2024年10月11日公開、酒井麻衣監督） - 飲食店の店員 役
- 石とシャーデンフロイデ（2024年11月9日公開、白磯大知監督）
- 痴人の愛（2024年11月29日、井土紀州監督） - 映画プロデューサー 役
- 犬とナマズ THE DOG & THE CATFISH（2024年12月14日公開、山内大輔監督）

2025年
- ナマズのいた夏（2025年2月8日公開、中川究矢監督、Power Arts Production）
- BAUS 映画から船出した映画館（2025年3月21日公開、甫木元空監督）
- ソーゾク（2025年10月17日 公開予定、藤村磨実也 監督/脚本）- 佐藤誠一 役
- 白昼夢（2025年10月31日公開予定、山城達郎監督）

#### ピンク映画
1995年
- すけべてんこもり（瀬々敬久監督）
- 終わらないセックス（瀬々敬久監督）

1996年
- 赫い情事
- 牝臭 とろける花芯
- 禁じられた情事 不倫妻大股びらき
- 痴漢電車 感じるイボイボ

1997年
- 思いはあなただけ 〜I Thought About You〜
- 白衣の私生活 乱行女子寮
- ザ・痴漢教師 制服狩り
- 淫乱生保の女 肉体勧誘

1998年
- 汚れた女
- 発情娘 糸ひき生下着
- 痴漢電車 弁天のお尻
- 若妻 不倫の香り
- 熟女ソープ 突きぬけ発射（榎本敏郎監督）
- ぐしょ濡れ美容師 すけべな下半身

1999年
- 喪服姉妹 タップリ濡らして
- 女ピアノ教師 ゆび誘い乱されて
- 人妻発情期 不倫まみれ
- 愛欲温泉 美肌のぬめり
- 覗かれた不倫妻 主人の目の前で
- アナーキー・インじゃぱんすけ 見られてイク女（瀬々敬久監督）- パンク男 役

2000年
- 一週間 愛欲日記
- 団地妻 不倫でラブラブ
- 不倫妻 情炎
- どすけべ姉ちゃん 下半身兄弟
- せつなく求めてII 人妻編
- おしゃぶり天使 白衣のマスコット
- 果てしない欲情 もえさせて!（サトウトシキ監督）改題『青空』
- 多淫OL 朝まで抜かないで
- 見られた情事 ズブ濡れの恥態

2001年
- 未来（H）日記 いっぱいしようよ
- 18才 下着の中のうずき
- 迷走者たちの猥歌
- トーキョー×エロティカ 痺れる快楽
- 痴漢電車 さわってビックリ!

2002年
- OL性告白 燃えつきた情事
- 不倫妻たちの週末
- 不倫妻 ねっとり乱れる
- 優しすぎる獣 思いはあなただけ2
- 人妻出会い系サイト 夫の知らない妻の性癖

2003年
- 豊満美女 したくて堪らない！
- 発情家庭教師 先生の愛汁
- 猥褻ネット集団 いかせて!!

2004年
- 熟女・発情 タマしゃぶり（いまおかしんじ監督）改題『たまもの』
- 団地の奥さん、同窓会に行く
- 義母と巨乳 奥までハメて!
- 人妻 あふれる蜜ツボ（2005年、深町章監督）
- 桃色ガードマン カラダ張ります!（2006年）
- 情事の惑星（2008年、深町章監督）

2012年
- おねだり狂艶 色情ゆうれい（2012年8月30日公開、渡邊元嗣監督）
- 奴隷市（2012年12月1日公開、愛染恭子監督）

2013年
- 妻の妹 あぶない挑発 （2013年7月12日公開、加藤義一監督） - 田宮徳男 役

2014年
- 新人巨乳 はさんで三発（2014年11月21日公開、加藤義一監督） - ハヤト 役

2015年
- 痴漢電車 悶絶裏夢いじり（2015年1月2日公開、山内大輔監督） - 吉井 役
- 情炎の島 濡れた熱帯夜（2015年8月14日公開、山内大輔監督）

2016年
- 性辱の朝 止まらない淫夢（2016年6月24日公開、山内大輔監督） - 吉井 役
- 淫暴の夜 繰り返す正夢（2016年9月16日公開、山内大輔監督）

2017年
- 感じるつちんこ ヤリ放題!（2017年1月27日公開、いまおかしんじ監督）
- ぐしょ濡れ女神は今日もイク!（2017年3月24日公開、山内大輔監督）
- ももいろ絵本 イッてみよう、ヤッてみよう！（2017年5月19日公開、山内大輔監督） - 吉井 役

2018年
- 再会の浜辺 後悔と寝た女（2018年、山内大輔監督）- 吉井
- 変態家族 碧い海に抱かれて（2018年1月26日公開、山内大輔監督） - 吉井 役
- ひまわりDays 全身が性感帯（2018年、山内大輔監督）- 吉井ゴロウ
- スナックあけみ 濡れた後には福来たる（2018年12月14日、オーピー映画） - 吉井ゴロウ 役

2019年
- たわわな気持ち 全部やっちゃおう（2019年7月12日、オーピー映画） - 田中一郎 役

2020年
- つれこむ女 したがりぼっち（2020年7月17日、オーピー映画） - ゴロウ 役

2022年
- いんらん百物語 喜悦絶叫!（2022年7月29日、オーピー映画） - 吉井 役

2023年
- 安住の地（2023年11月28日、監督：木村緩菜、オーピー映画）

2025年
- 美味しい運命（2025年9月5日公開予定、山内大輔監督）

### テレビドラマ
- 火曜サスペンス劇場「15年目の夏」（2001年8月21日、日本テレビ）
- リモート 第5話（2002年、日本テレビ） - 辺見龍 役
- 柳生十兵衛七番勝負 島原の乱（2006年、NHK総合）
- 相棒 シーズン5 第5話「せんみつ」（2006年、テレビ朝日）
- ネオ・ウルトラQ 第7話（2013年、WOWOW）
- 天魔さんがゆく 第3話（2013年、TBS）
- プレミアムドラマ「大島渚の帰る家」（2013年、NHK BSプレミアム）
- 罪人の嘘（2014年、WOWOW）
- 戦う女 第3話（2014年、フジテレビ）
- 深夜食堂 第10話「年越しそば」（2014年、TBS）
- 贖罪の奏鳴曲（2015年1月19日、WOWOW） - 柿里恒春 役
- anone （2018年、日本テレビ） - 西海隼人 役
- 平成物語 （2018年、フジテレビ）
- この世界の片隅に （2018年、TBS） - 憲兵 役
- 満願 第2夜「夜警」（2018年、NHK総合） - 田原勝 役
- ルームロンダリング （2018年、TBS） - 銭亀 役
- のの湯 （2019年、BS12） - 湯毛進一 役
- きのう何食べた? （2019年、テレビ東京） - 生稲 役
- 月9 監察医 朝顔 （2019年、フジテレビ） - 鈴木良一 役[46]
- ドラマ25（テレビ東京）
  - ひとりキャンプで食って寝る 第8話（2019年）
  - 絶メシロード 第2話（2020年） - 南城 役
- 竜の道 二つの顔の復讐者 第1話、第4話、第5話、第7話（2020年、関西テレビ/フジテレビ系列） - 大野木保志 役
- レッドアイズ 監視捜査班 （2021年1月23日 - 3月27日、日本テレビ） - 長久手智亮 役
- 珈琲いかがでしょう（2021年、テレビ東京） - ゲンさん 役
- 生きるとか死ぬとか父親とか（2021年、テレビ東京）
- 雨の日（2021年11月3日、NHK総合） - 公園の主 役[47]
- SUPER RICH 第4話・第10話（2021年11月4日・12月16日、フジテレビ） - 宍戸和樹 役
- お茶にごす。（2021年11月、テレビ東京） - 船橋の父役
- 『星新一の不思議な不思議な短編ドラマ』『地球から来た男』（2022年4月26日、NHK BS4K・BSプレミアム）[48]
- ちょい釣りダンディ（2022年7月5日 - 9月20日、BSテレビ東京） - 富澤 役
- ラストマン-全盲の捜査官- 第2話・第3話・第7話・第10話（2023年4月30日 - 6月25日、TBS） - 矢島建夫 役
- シガテラ 第8話（2023年5月26日、テレビ東京）
- ゼイチョー!〜納税課第三収納係〜（2023年10月14日 - 12月23日、日本テレビ） - 浦部明憲 役
- デフ・ヴォイス 法廷の手話通訳士（2023年12月23日、NHK総合）
- イップス 第10話（2024年6月14日、フジテレビ） - 鍋鳥幸三 役[49]
- 降り積もれ孤独な死よ 第5話（2024年8月4日、読売テレビ・日本テレビ系） - 宮崎 役[50]
- 潜入兄妹 特殊詐欺特命捜査官 第6話 - 最終話（2024年11月9日 - 12月14日、日本テレビ） - 初代・九頭龍 役[51]
- 日本一の最低男　※私の家族はニセモノだった 第9話・第10話（2025年3月6日・13日、フジテレビ） - 上地 役[52]
- 能面検事 第2話（2025年7月18日、テレビ東京） - 楠葉日出男 役[53]

### WEBドラマ
- ショート・プログラム「ショート・プログラム」（2022年3月1日、Amazon Prime Video）[54]
- ヒヤマケンタロウの妊娠（2022年4月21日配信（全8話）、Netflix）
- フクロウと呼ばれた男（2024年4月24日 - 5月8日、Disney+） - 前田シゲオ 役[55]

### オリジナルビデオ
1997年
- ピアス LOVE&HATE
- 人妻 青年狩り

1998年
- 新人受付嬢
- トマト白書3 誘惑の媚薬（いまおかしんじ監督）

1999年
- 令嬢告白 汚された振袖 ひぐらし
- 愛人霊

2001年
- 純情新人看護婦 白衣のぬくもり
- 女子社員愛欲依存症
- 淫らな庶務課 OL 塔子の歓び
- 濡れ濡れ 卍妻 喪服で昇天
- 愛欲温泉 美人仲居お尻でサービス
- 750ライダー2

2002年
- 快速痴漢電車 いやらしい指先
- 梁山泊 究極の攻略軍団
- 昼下がりの人妻 妻の言い訳

2004年
- SEX IN THE ROOM 密室欲情25時
- したくてしたくてたまらないOL
- 熱い肉体 イヤと言えない女
- 愛奴霊 処女のはらわた

2007年
- BLUEなんだってんだ7Days（神野太監督）

2010年
- 人妻ナース 三日三晩の恋
- 喪服未亡人M 密約遊戯
- 君のことだけを想う 愛欲の海に溺れて・・
- 憧れの人妻（ひと） 年下男と情事に溺れた日々

2011年
- 別れる理由（わけ） 最後のSEX
- 浮気な人妻たちスペシャル

2012年
- 猛毒Y談 人喰い秘宝館
- クリーニング屋の女房 若い男に恋して…
- 女弁護士 恥辱法廷 撮られた肢体（片岡修二監督）
- 未来の日記 ANOTHER STORY
- 愛の一滴 汁男の恋（2012年、松村亜秀監督）
- ネオン蝶（2012年、サトウトシキ監督）

### WEB番組
- マチビト 神楽坂とお酒の話（2016年6月、監督：菊地健雄）

### CM
- 日本碍子 いい未来が、見えてきた。（2023年 -）[56]
- キリンビール 一番搾り（2023年12月 - ）[57]

### 舞台
- 饗宴（SWANNY 第2回公演、2013年1月26日・27日、北沢タウンホール）[58]
- ミュージカル パーフェクト奥様（SWANNY 第4回公演、2013年9月5日 - 8日、レンタルスペース スターダスト[59]）[60]
- ファスビンダーのゴミ、都市そして死（SWANNY 第5回公演、2013年10月25日 - 27日、紀伊國屋ホール）[61]

### PV
- 「遠い街角」 岡田拓郎 (Feat.優河)（2018年、監督：菊地健雄）
- 「でんでん」 ユニコーン（2019年、監督：犬童一心）